# Alessio Romagnoli
Alessio Romagnoli (nascut a Anzio, Província de Roma, Itàlia, el 12 de gener de 1995) és un futbolista italià. Actua com a defensa a la SS Lazio i l'equip nacional italià.
Va començar la seva carrera amb el club italià A.S. Roma l'any 2012, i després va passar una temporada cedita a la Sampdoria el 2014, abans d'anar a l'A.C. Milan l'any 2015. El 2022 va fitxar per la Società Sportiva Lazio.